# هارولد هارتشورن
هارولد هارتشورن (بالإنجليزية: Harold Hartshorne)‏ هو راقص على الجليد أمريكي، ولد في 8 سبتمبر 1891، وتوفي في 15 فبراير 1961.